# Huperzia firma
Huperzia firma là một loài thực vật có mạch trong Họ Thạch tùng. Loài này được (Mett.) Holub mô tả khoa học đầu tiên năm 1985.